# Thomas Sheldon Maxey
Thomas Sheldon Maxey (* 1. September 1846 in Brandon, Rankin County, Mississippi; † 5. Dezember 1921 in Austin, Texas) war ein US-amerikanischer Jurist und Politiker. Nach seiner Berufung durch Präsident Grover Cleveland fungierte er von 1888 bis zu seinem Rücktritt im Jahr 1916 als Bundesrichter am Bundesbezirksgericht für den westlichen Distrikt von Texas.

## Leben
Thomas Maxey kämpfte während des Bürgerkrieges ab 1864 im Heer der Konföderation. Anschließend absolvierte er eine juristische Ausbildung und erwarb 1869 den Bachelor of Laws an der Law School der University of Virginia. Im Jahr 1870 gehörte er als demokratischer Abgeordneter dem Repräsentantenhaus von Mississippi an; danach zog er nach Texas und praktizierte bis 1877 als Rechtsanwalt in Jefferson. Dort fungierte er ab 1875 auch als städtischer Prozessanwalt. Von 1877 bis 1888 war er als Anwalt in der Staatshauptstadt Austin tätig.
Am 18. Juni 1888 wurde Maxey durch Präsident Cleveland als Nachfolger von Ezekiel B. Turner zum Richter am United States District Court for the Western District of Texas ernannt. Nach der Bestätigung durch den US-Senat, die sieben Tage später erfolgte, konnte er sein Amt antreten, das er bis zu seinem Rücktritt am 12. Dezember 1916 innehatte. Sein Sitz fiel anschließend an DuVal West. Er starb am 5. Dezember 1921 in Austin und wurde auf dem dortigen Oakwood Cemetery beigesetzt.